# Kaiserštejnský palác
Kaiserštejnský palác (též dům U Petzoldů) je barokní budova na Malostranském náměstí čp. 37. Vznikl roku 1714 přestavbou dvou renesančních domů. V roce 1964 byl vyhlášen chráněnou památkou. V současné době slouží jako prostor pro pořádání společenských akcí.

## Stavba
Do dnešní podoby byl palác dostavěn v roce 1714 po přestavbě dvou renesančních domů. Skládá se ze dvou budov spojených úzkými bočními křídly, které vytvářejí menší nádvoří. V přízemí zadní budovy jsou dodnes dochovány renesanční klenby a pozdně renesanční trámové stropy zdobené malbami. Vchod do této budovy je z ulice Josefská 3.
Návrh je dílem Giovanniho Battisty Alliprandiho. (Dalším jeho dílem na Malostranském náměstí je Šternberský palác, čp. 7). Stavbu provedla dílna Kryštofa Dientzenhofera.
V průčelí hlavní budovy obrácené do Malostranského náměstí bývalo loubí, které bylo zazděno při přestavbě v roce 1894. Při této přestavbě byl rovněž přistavěn balkon.
Budova nemá obvyklý štít. Atika je vyzdobena čtyřmi sochami živlů a dekorativními vázami. Sochařská výzdoba z roku 1701 je dílem italského sochaře Ottavia Mosta.

## Historie paláce
Prvním majitelem byl vojenský velitel Prahy František Helfrýd svobodný pán z Kaisersteinu. V dalších letech palác vystřídal několik majitelů. Byla mezi nimi i rodina Radeckých z Radče. Maršálu Radeckému, považovanému za jednoho z nejlepších vojevůdců 19. století, byl v roce 1859 odhalen pomník na Malostranském náměstí, které v té době také neslo jeho jméno.
Palác od Radeckých získal hoteliér Václav Petzold, který zde zřídil restauraci. Paláci se tak dalších sto let říkalo „U Petzoldů“. Petzoldova manželka, operní pěvkyně Marie Petzoldová-Sittová, se stala první představitelkou Smetanovy Prodané nevěsty.
Ve 40. letech 19. století získala budovu Česká spořitelna. Pro účely České spořitelny byl podle návrhu architekta Kašpara Předáka v roce 1845 upraven slavnostní sál v prvním patře ve slohu pozdního klasicismu.
V roce 1977 byla zahájena rozsáhlá rekonstrukce pod vedením architektů ing. Zdeňka Pokorného a ing. arch. Jaroslava Bělského. Rekonstrukce vrátila palác do původní barokní podoby. Byl obnoven hlavní velký sál, loubí v přízemí a vchod posunut na původní místo.
Po dlouhou dobu byl sídlem Československé obchodní a průmyslové komory, později Hospodářské komory České republiky. Po vyřešení restitučních sporů zde dnes sídlí mimo jiné Komerční banka. V letech 1908–1911 zde žila další česká operní hvězda – Ema Destinnová. V roce 1978 byla na domě odhalena pamětní deska s bronzovou bustou zpěvačky od sochaře Jana Simoty.

## Současné využití
Kaiserštejnský palác v současné době slouží jako prostor pro pořádání konferencí, svateb, výstav, koncertů a dalších společenských akcí. Do devíti sálů se vejde až 400 návštěvníků.

## Galerie

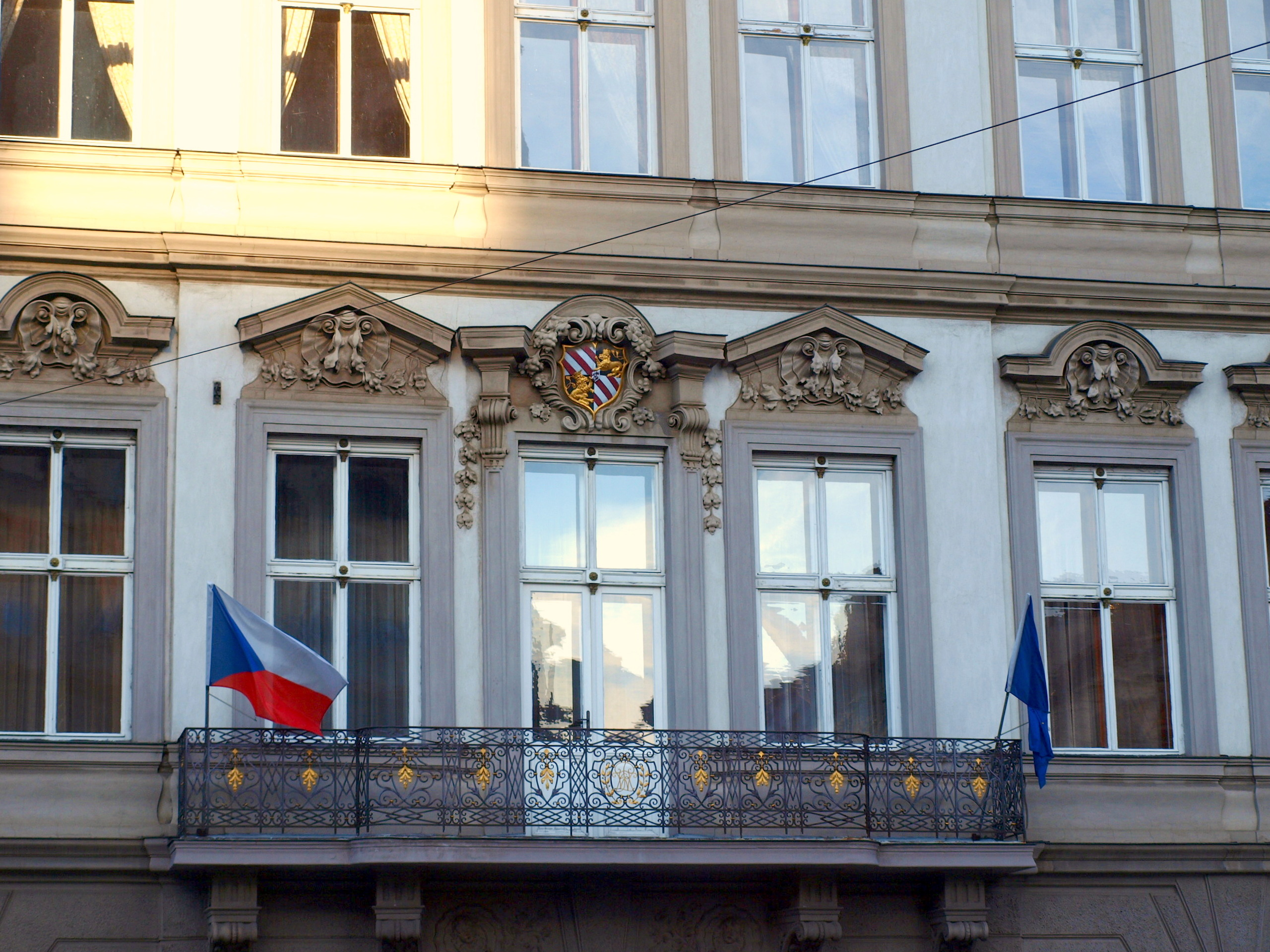
Balkon Kaiserštejnského paláce s rodovým erbem
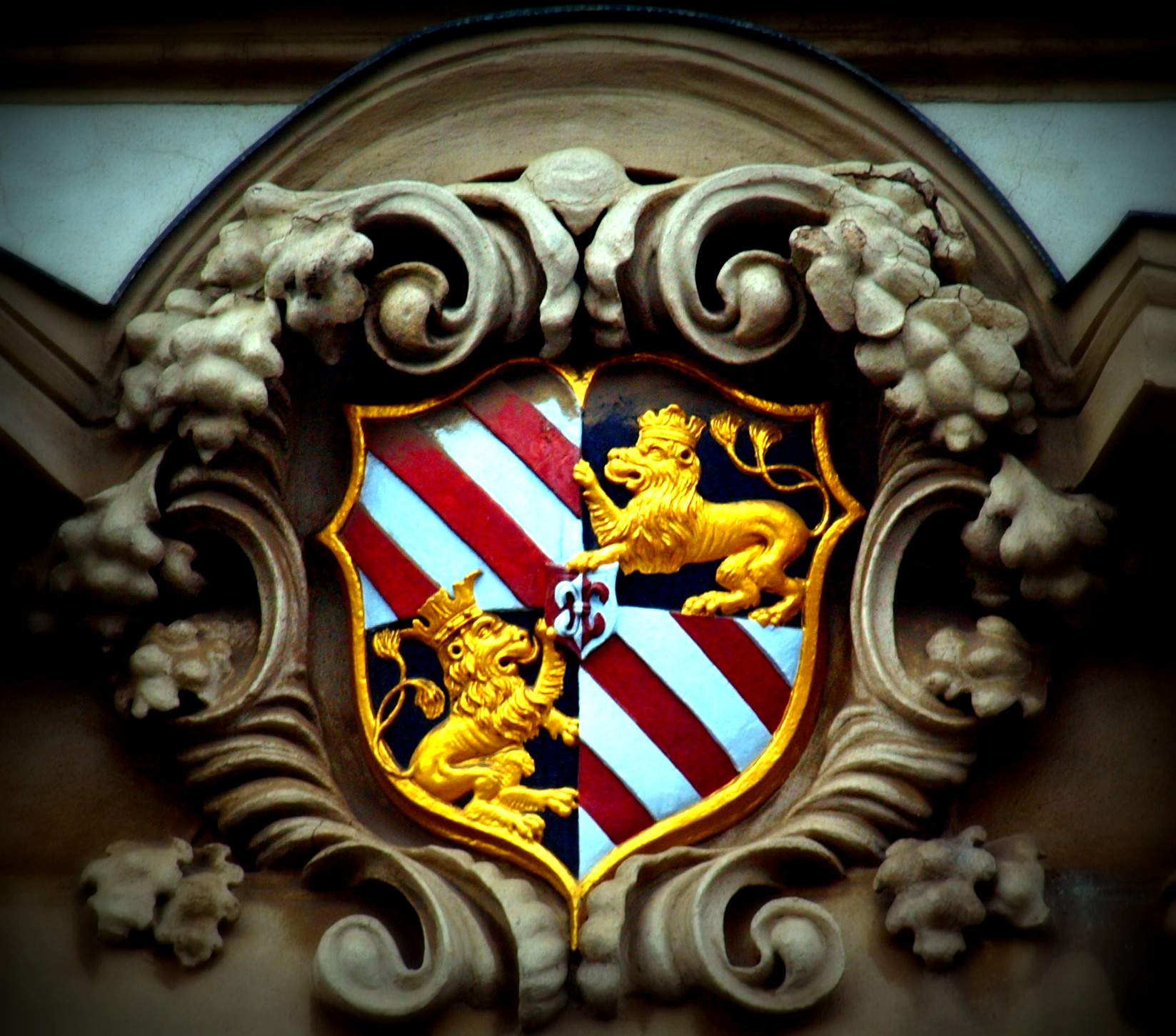
Kaiserštejnský erb na paláci
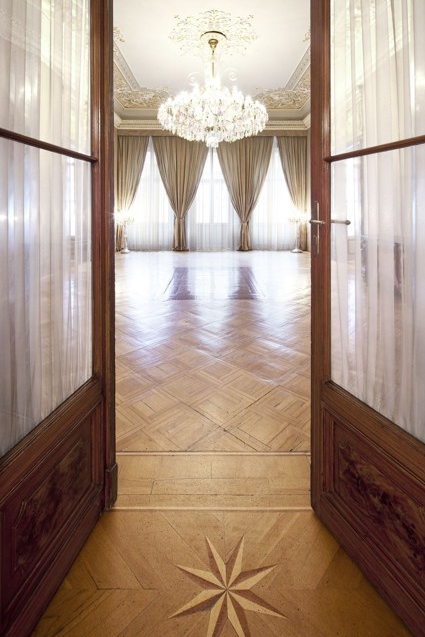
Interiér Kaiserštejnského paláce
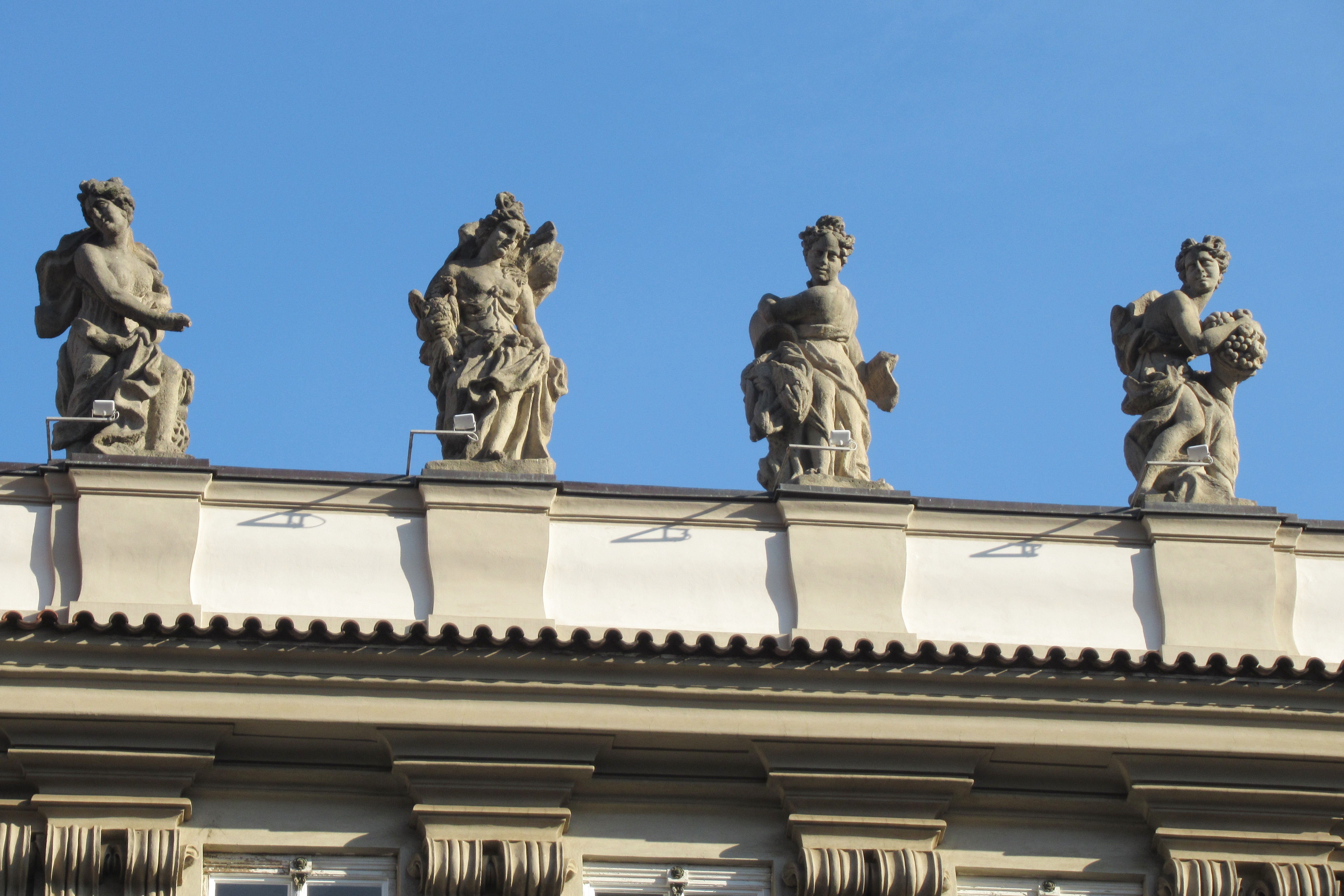
Sochy živlů na atice (Oheň, Vzduch, Voda, Země)